# Johann Karl Chotek von Chotkow
Johann Karl (seit 1745) Graf Chotek von Chotkowa und Wognin (* 29. Oktober 1704 in Prag; † 8. November 1787 in Wien) war böhmisch-österreichischer Hofkanzler im Dienst der  Habsburgermonarchie.

## Herkunft
Johann Karl Graf Chotek entstammte dem böhmischen alten Adelsgeschlecht der Chotek von Chotkow und Wognin vom Stammsitz Chockow bei Radnitz (Landkreis Pilsen). Seine Eltern waren Wenzel Ritter Chotek von Chotkow und Wognin (1674–1754), auf Bieloschitz und seiner Ehefrau Maria Theresia Scheidler von Scheidlern, auf Jeniowes (Jenineves) und Weltrus (Vertrusy) bei Melnik an der Elbe. Seine Mutter brachte diese Besitzungen als Heiratsgut in ihre am 28. Oktober 1698 in Prag geschlossene Ehe ein. Damit wurde der sozialen Aufstieg der Chotek ermöglicht. Sie war eine Tochter des Ferdinand Scheidler (Zeidler) von Zeidler genannt Hofmann, königlicher Hauptmann der Prager Kleinseite und Landeskämmerer im Königreich Böhmen, und der Maria Theresia, geborene Gräfin Losy von Losimthal, einem der damals sehr vermögenden Ehepaare in Böhmen.
Sein Vater wurde 1702 in den böhmischen Freiherrnstand, 1723 in den böhmischen Grafenstand und 1745 in den Reichsgrafenstand erhobenen.

## Familie
Johann Karl (seit 1745) Reichsgraf Chotek von Chotkowa und Wognin (1704–1787), auf Jeniowes und Weltrus, heiratete am 25. Mai 1740 in Wien Anna Maria Theresia, geborene Gräfin Kottulinsky von Kottulin und Krzizkowitz (* 17. Juni 1711 in Wien; † 26. März 1798 ebenda), verwitwete Gräfin Browne de Hatois, aus einer Familie in Schlesien und eine Tochter des Franz Karl Graf Kottulinsky von Kottulin und der Maria Antonia Gräfin von Rottal. Der Sohn des Ehepaares Johann Karl Graf Chotek und der Anna Maria Theresia Gräfin Chotek war Johann Nepomuk Rudolph Graf Chotek von Wognin, am 17. Mai 1748 in Wien geboren und ebenda am 26. August 1824 verstorben, 1802 Oberstburggraf in Prag und Gubernialpräsident im Königreich Böhmen, 1805 K.k. Staats- und Konferenzminister, verehelicht am 18. Mai 1772 mit Maria Sidonia Gräfin von Clary-Aldringen, aus deren Ehe acht Kindern stammten und durch vier ihrer Söhne auch vier Linien der Reichsgrafen Chotek von Wognin entstanden.
Johann Karl Graf Chotek hatte den älteren Bruder Rudolph Graf Chotek von Chotkow (1708–1771), 1761–1771 Oberstkanzler des Königreich Böhmen, Familienfideikommissgründer mit den Herrschaften Jeniowes (Jenineves) und Weltrus (Vertrusy), dem Heiratsgut seiner Mutter, durch deren Besitz er die erbliche Reichsrathswürde im Österreichischen Herrenhaus erhielt und im Jahre 1737 Maria Aloysia Stephanie Gräfin Kinsky von Wchinitz und Tetau, verwitwete von Würben (Wrbna) und Freudenthal ehelichte. Sie sind die Großeltern des Ferdinand Maria Chotek von Chotkow (1781–1836), Fürst-Erzbischof des Erzbistums Olmütz in Mähren.

## Leben
Johann Karl Graf Chotek von Chotkowa und Wognin war kaiserlicher Gouverneur der Oberpfalz und als Feldzeugmeister kaiserlicher Generalkriegskommissär in Italien.
Dort nahm er 1746 die Kapitulation von Genua an. Die Stadt musste drei Millionen Taler Kontribution zahlen. Von 1748 bis 1749 war er österreichischer Gesandter in Preußen.
Danach wurde er k.k. Direktorialkanzler und böhmisch-österreichischer Hofkanzler, Ritter des St.-Wenzels-Ordens und Träger des Grosskreuzes des Sankt Stephansorden.
Im Jahr 1753 schenkte ihm die österreichische Kaiserin Maria Theresia von Habsburg-Lothringen das Palais Strozzi in der Josefstadt (Wien), an welches er einen Seitenflügel anbauen ließ. Weitere Ausbaupläne wurden durch den Siebenjährigen Krieg (1756–1763) gehindert und finanzielle Schwierigkeiten zwangen ihn, größere Teile des dazugehörigen Garten zu verkaufen.